# 제35보병사단
제35보병사단(第三十五步兵師團, The 35th Infantry Division, 상징명칭: 충경부대)은 제2작전사령부의 예하 대한민국 육군 지역방위 보병사단이다. 위수구역은 전북특별자치도이다.
1955년 4월 20일 강원도 화천군에서 창설되었고, 같은 해 6월 전라북도 전주시로 옮겼다. 2013년 12월 사단 사령부가 전라북도 임실군으로 이전하였다.
3갈래로 뻗어있고 가운데에 작은별이 있는 부대마크가 특징이다.

## 편성
- 사단본부
- 제103보병여단 (남원시, 무주군, 순창군, 임실군, 장수군, 진안군)
- 제105보병여단 (김제시, 정읍시, 고창군, 부안군)
- 제106보병여단 (군산시, 익산시, 전주시, 완주군)
- 기타 사단 직할대